# Îlet Sainte-Marie
Îlet Sainte-Marie är en ö i Martinique.  Den ligger i den nordöstra delen av Martinique, 22 km norr om huvudstaden Fort-de-France. Mellan fastlandet och Îlet Sainte-Marie finns en tombolo.